# Miezgovce
Miezgovce est un village de Slovaquie situé dans la région de Trenčín.

## Histoire
Première mention écrite du village en 1232.

## Démographie

### Évolution de la population
| Année:               | 1994. | 2004.   | 2014.    | 2024.   |
| -------------------- | ----- | ------- | -------- | ------- |
| Nombre de personnes: | 242   | 245     | 280      | 298     |
| Différence:          |       | +1,23 % | +14,28 % | +6,42 % |

| Année:               | 2023. | 2024.   |
| -------------------- | ----- | ------- |
| Nombre de personnes: | 296   | 298     |
| Différence:          |       | +0,67 % |